# Catedral de San Nazario (Béziers)
La catedral de Saint-Nazaire Béziers es una antigua iglesia catedral francesa erigida en la Edad Media, el monumento gótico más grande de la ciudad de Béziers. La  catedral fue construida en la parte occidental de la antigua ciudad medieval sobre una colina con vistas a la llanura del río Orb. Es uno de los símbolos de la ciudad, visible desde lejos por la altura de su enclave, en especial desde la carretera de Narbona. Por la noche, la iluminación aún la resalta más.
Fue la sede del  obispado de Béziers, creado en el siglo XII-XIV y suprimido en 1790 durante la Revolución.
La catedral está clasificada como monumento histórico desde 1840.

## Historia de la construcción
- Construida en el emplazamiento de un antiguo templo romano dedicado a Augusto y su esposa, Livia
- Un escrito menciona la existencia de un edificio en el siglo VIII.
- Una iglesia románica emplazada allí fue destruida por un incendio durante el saqueo de Béziers el 22 de julio de 1209.
- La reconstrucción de la catedral se inició a mediados del siglo XIII, construyendo en parte sobre un antiguo cementerio.
- La catedral está dedicada a los santos Nazario y Celso.

## Exterior

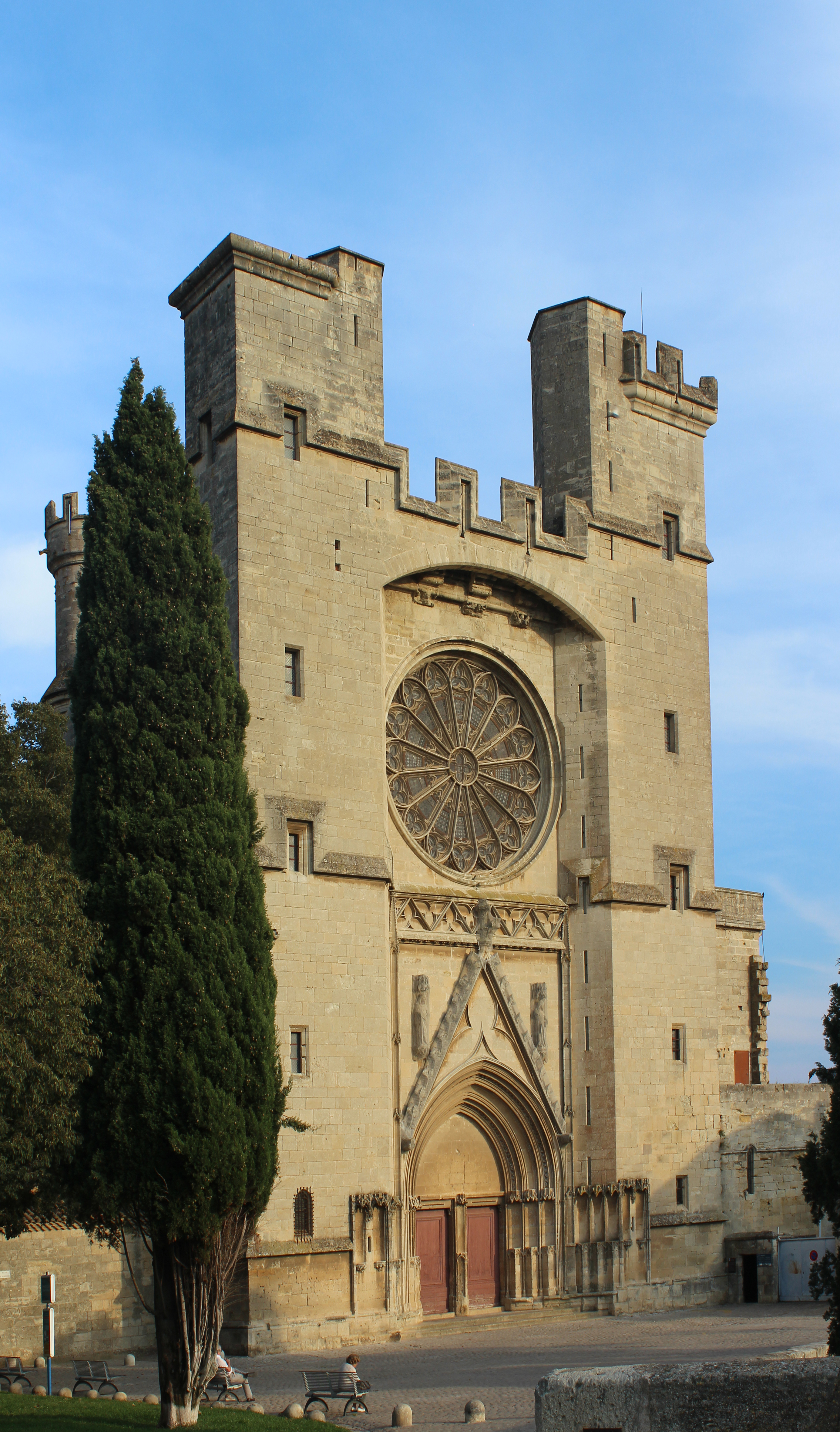
Fachada principal

Desde el exterior, la catedral tiene el aspecto de una fortaleza, con elementos arquitectónicos propios de un castillo. El edificio está dominado por una torre maciza cuadrada de 48 metros de altura coronada por una torre campanario, con una campana de hierro de finales del siglo XVIII. La parte superior, del siglo XV, está decorada con columnas; cada base representa un rostro humano. Gran cantidad de gárgolas, algunas en malas condiciones, adornan las paredes de la catedral. Las rejas de hierro forjado datan del siglo XIV y están ricamente labradas para proteger las ventanas del coro.
La sacristía, construida bajo el mandato del obispo Guillermo de Montjoie, colinda con el ábside. Tiene una verja de hierro forjado del siglo XIII.
La fachada oeste del edificio está situada con vistas al río Orb. Esta fachada, imponente, da más la impresión de una fortaleza que de un edificio religioso. Está rematada por dos torres, una de ellas circular y verdadera torre de vigía con almenas.
La fachada está adornada con un enorme y extraordinario rosetón de diez metros de diámetro. Bajo él se encuentra una antigua puerta de entrada (ya no se utiliza hoy en día) remarcada por almenas. Las esculturas de la fachada fueron casi todas destruidas. Sólo quedan dos estatuas a ambos lados del portal, en representación de la sinagoga y la iglesia de Cristo.
En el lado norte del transepto está la puerta de entrada actual (creada en el siglo XVII), coronada por un dintel de madera que evoca los martirios de San Nazario y San Celso.

## Interior

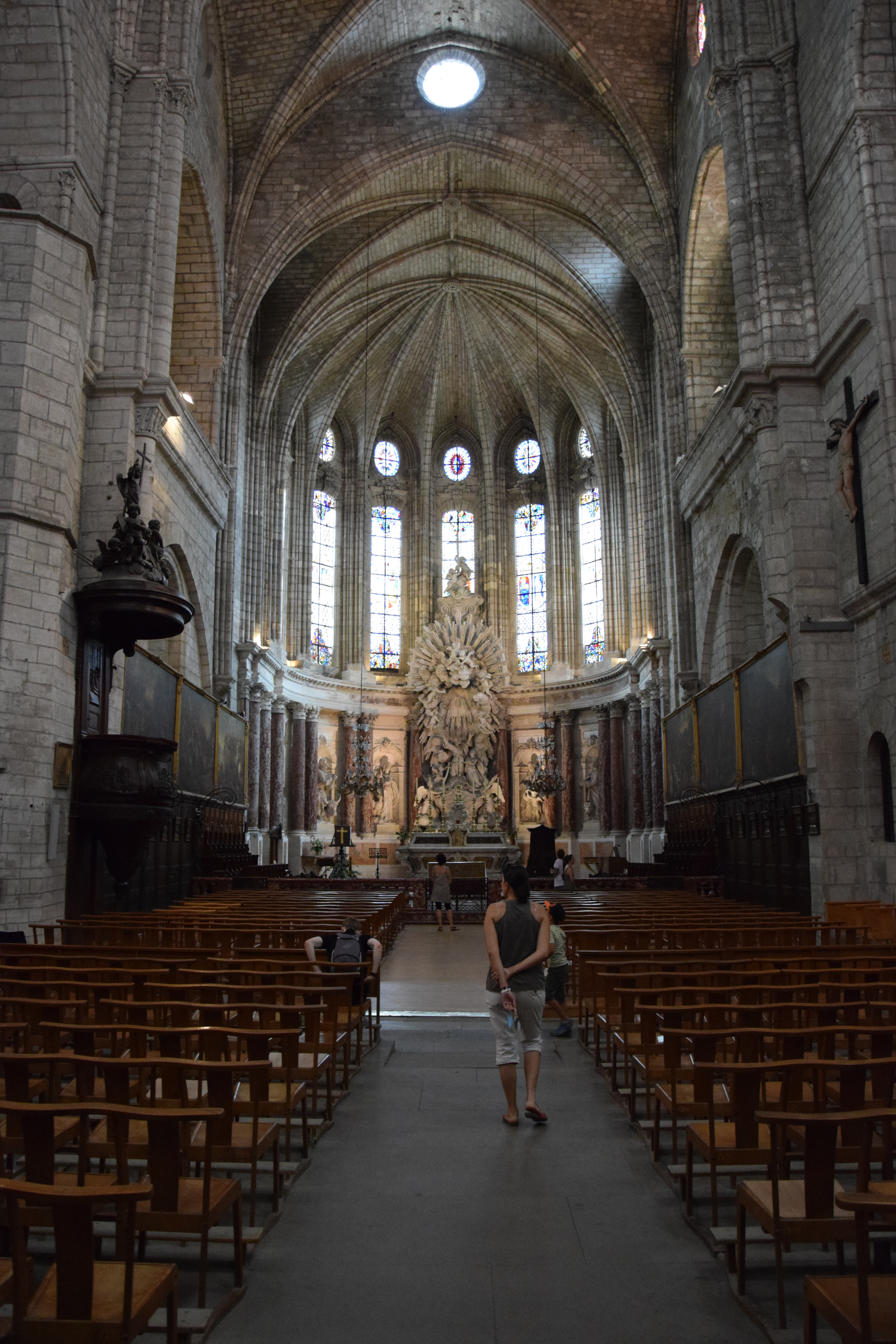
Fachada principal

El interior de la catedral tiene planta de cruz griega. Mide:
- 50 metros de largo,
- Nave 14 metros de ancho.
- Ancho de la nave: 33 metros.
- Altura máxima de la bóveda de la nave: 32 metros, dando un bello efecto de la elevación.

Se aprecian vestigios del románico. Las columnas son en su mayoría de época gótica y los arcos que sostienen las bóvedas son del siglo XIV.
Las tribunas situadas en la nave, cerca del coro, presentan frisos con triglifos y metopas. Estos frisos son imitaciones del estilo romano realizados en la época románica (siglo XII).
El coro contiene los viejos vitrales de la época gótica. Tres de ellos están firmados por Thierry y representan escenas de la vida de Moisés y otros tres son obras del pintor de Montpellier, Raoux, y muestran escenas de la vida de Constantino y su madre, Santa Elena.
Sus muros están parcialmente cubiertos de frescos de los siglos XIV y XV, restaurados en 1917. Estas pinturas tienen un cierto interés artístico, aun cuando fueron severamente dañadas durante las guerras de religión, cuando fueron cubiertas con una lechada de cal que se despegó a partir de entonces. Se aprecian en otras paredes de muchas capillas, en particular la del Espíritu Santo y la de los Muertos.
Tiene la catedral un gran órgano instalado en una plataforma en el extremo de la nave, cuya caja data del siglo XVII. La parte instrumental es de los siglos XVII y XVIII (Jean de Joyeuse e Isnard) y otra parte del siglo XIX (revisión de Puget, que también hizo la armonización, es decir, el tono general del instrumento). Este instrumento fue restaurado nuevamente en 1993.

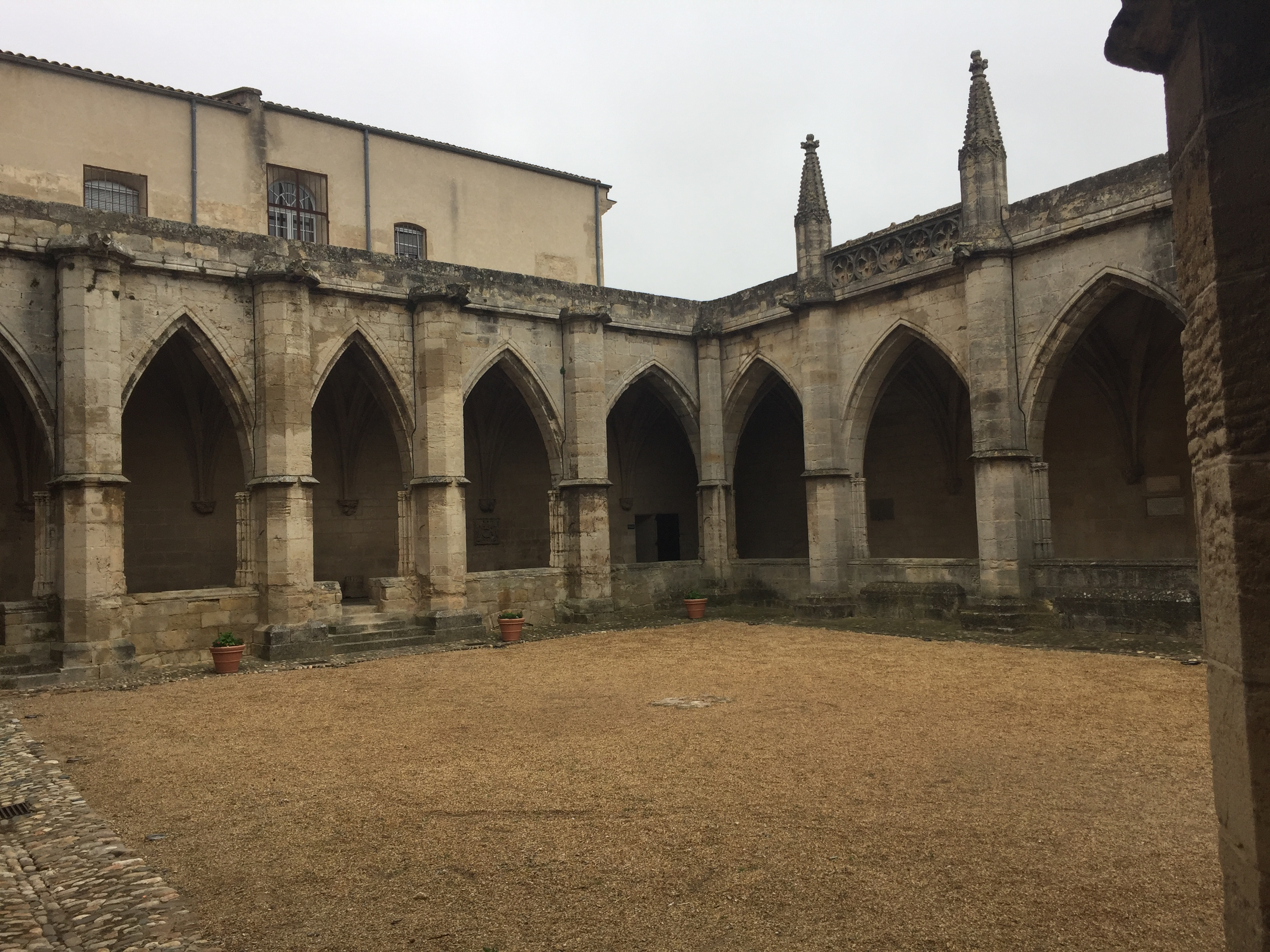
Claustro de la Catedral de Saint Nazaire de Beziers

## Claustro
El claustro está adyacente a la parte sur de la catedral. La esculturas de las bóvedas datan del siglo XIV. Alberga una colección de esculturas de diferentes épocas de la historia de la ciudad.
Debajo del claustro se encuentra el «jardín  del Obispo»  que ofrece un refugio para los visitantes. Desde este jardín se aprecia un panorama muy agradable, que abarca las llanuras del río Orb, los puentes (Puente Viejo, del siglo XIII y el puente Puente Nuevo) y las esclusas de Fonsérannes. En la distancia se divisan el oppidum de Ensérune y los Pirineos, dominados por el Canigó.